# Lomtjärnet (Mangskogs socken, Värmland)
Lomtjärnet är en sjö i Arvika kommun i Värmland och ingår i Göta älvs huvudavrinningsområde. Sjöns area är 0,016 kvadratkilometer och den befinner sig 223,7 meter över havet.